# 普拉多德拉古斯佩尼亚
普拉多德拉古斯佩尼亚，是西班牙卡斯蒂利亚-莱昂莱昂省的一个市镇。 总面积23平方公里，总人口139人（001年），人口密度6人/平方公里。